# Toshihiko Okimune
Toshihiko Okimune (沖宗 敏彦, Okimune Toshihiko, Hiroshima, 7 september 1959) is een Japans voormalig voetballer die als verdediger speelde.

## Clubcarrière
In 1975 ging Okimune naar de Hiroshima Technical High School, waar hij in het schoolteam voetbalde. Nadat hij in 1978 afstudeerde, ging Okimune spelen voor Fujitsu.

## Japans voetbalelftal
Toshihiko Okimune debuteerde in 1981 in het Japans nationaal elftal en speelde 2 interlands.

## Statistieken
| Japans voetbalelftal | Japans voetbalelftal | Japans voetbalelftal |
| Jaar                 | Wed.                 | Dlp.                 |
| -------------------- | -------------------- | -------------------- |
| 1981                 | 2                    | 0                    |
| Totaal               | 2                    | 0                    |